# Horaga joloana
Horaga joloana är en fjärilsart som beskrevs av Hans Fruhstorfer 1912. Horaga joloana ingår i släktet Horaga och familjen juvelvingar. Inga underarter finns listade i Catalogue of Life.